# Pālkonda
Pālkonda (teluga: పాలకొండ) är en ort i Indien.   Den ligger i distriktet Srīkākulam och delstaten Andhra Pradesh, i den sydöstra delen av landet, 1 300 km sydost om huvudstaden New Delhi. Pālkonda ligger 52 meter över havet och antalet invånare är 29 378.
Terrängen runt Pālkonda är platt åt sydväst, men åt nordost är den kuperad. Runt Pālkonda är det ganska tätbefolkat, med 139 invånare per kvadratkilometer. Pālkonda är det största samhället i trakten. Omgivningarna runt Pālkonda är en mosaik av jordbruksmark och naturlig växtlighet.